# Liberal (Kansas)
Liberal város az USA Kansas államában. Lakosainak száma 19 825 fő (2020. április 1.).

## Népesség
A település népességének változása:

| 2010 | 20 525 |
| 2020 | 19 825 |